# Сломанный бог
«Сломанный бог» (англ. The Broken God) — научно-фантастический роман Д. Зинделла, опубликованный в 1992 году. Вторая часть тетралогии «Реквием по Homo Sapiens». Рассказывает историю о юноше по имени Данло, сыне Меллори Рингесса, главного героя предыдущей части.
История начинается на планете, где расположен Невернес, в ближайшей к городу стоянке неандерталоподобного племени деваки, принадлежащих к народу алалоев. Этот народ возник в результате генетической модификации в древние (по отношению к описываемым в книге) времена. Ко времени своего посвящения в полноправные члены племени Данло и всё племя девак таинственным образом погибает в результате смертельной  эпидемии. Из племени выжили только сам Данло и его дед — Леопольд Соли, который и проводит церемонию посвящения. После этого Данло отправляется в Невернесс, навстречу своей судьбе. Пройдя через колебания и сомнения, он выбирает путь своего отца — поступление в орден, чтобы обучиться на пилота.